# United States Marshals Service
Ne doit pas être confondu avec Federal Air Marshal Service.
Le United States Marshals Service (USMS) est une agence de police du gouvernement fédéral des États-Unis dépendant du département de la Justice. Ses agents dirigeant les opérations, communément appelés Marshals, sont une cinquantaine et guident les milliers de Marshals adjoints et les Criminal Investigators sur le terrain.
Cette agence créée le 24 septembre 1789 est l'une des plus anciennes agences fédérales des États-Unis et constitue le bras armé de la justice fédérale. Elle a pour mission la protection des tribunaux fédéraux, la traque de fugitifs, la protection de témoins et la surveillance de transferts de prisonniers. Son fonctionnement est régi par le titre 28, chapitre 37 du Code des États-Unis.

## Historique
La fonction de marshal a été créée par le premier Congrès des États-Unis, en 1789.
Au XIXe siècle, à l'époque de la conquête de l'Ouest américain, les marshals étaient nommés ou élus selon les cas pour assurer les fonctions de police dans les petites villes, avec un rôle comparable à celui du shérif. Les marshals fédéraux, quant à eux, intervenaient sur des secteurs plus étendus dans les territoires pionniers. Ils avaient pour tâche, entre autres, de protéger les pistes et les voies de chemin de fer. Des agents tels que Frederick Douglass, Wyatt Earp et Bat Masterson ont aujourd'hui une renommée dans la société américaine.

## Aujourd'hui

### Missions

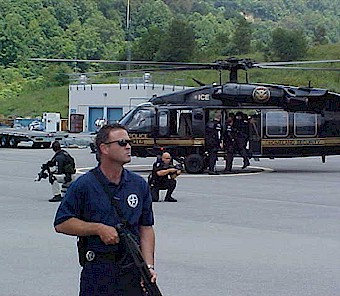
US Marshal armé d'un riotgun (fusil à pompe) Remington 870 pendant une opération de transfert d'un prisonnier.

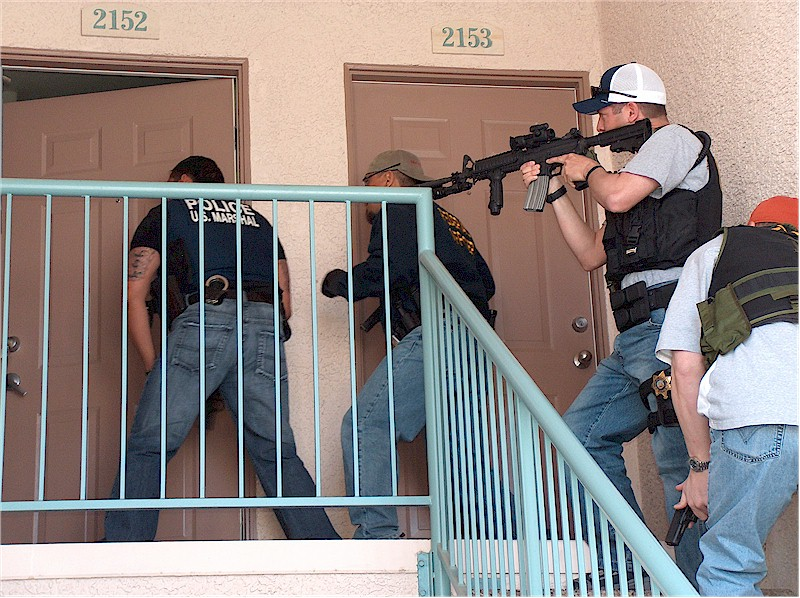
Marshals associés menant une perquisition en coopération avec le Las Vegas Metropolitan Police Department.

Les marshals ont pour mission la protection des tribunaux fédéraux, le transport des prisonniers sur le plan fédéral, la protection des témoins menacés lors d'une procédure fédérale, la gestion des actifs saisis provenant d'activités illégales ainsi que la recherche et l'arrestation des fugitifs sur le plan fédéral.
En 2022, ils ont arrêté 1 989 678 fugitifs sur le plan fédéral et aidé à la capture de 27 000 fugitifs poursuivis par les autorités locales. L'US Marshals Service possède une unité d'intervention appelée Special Operations Group (groupe d'opérations spéciales).

### Armement
Depuis 2000, les membres de l'US Marshals Service ont le choix entre les pistolets Glock 22 et Glock 23 en .40 S&W. Ces armes de poing autrichiennes ont remplacé le SIG-Sauer P228 (9 mm Para) des années 1990. Avant ces pistolets automatiques, cette agence disposait de revolvers S&W Combat Magnum ou Ruger GP100 en .357 Magnum. En cas de situation difficile, des Remington 870 (fusil à pompe en calibre 12) HK UMP (P-M en .40 SW) et des carabines de police type AR-15 sont transportés dans le coffre des véhicules de service.

## Dans la culture populaire
Le romancier et scénariste Elmore Leonard a créé le personnage de Karen Sisco interprété par Jennifer Lopez au cinéma (Hors d'atteinte) puis par Carla Gugino (Karen Sisco) pour la télévision. De même, celui de Raylan Givens, héros de la série télévisée Justified joué par Timothy Olyphant, est né sous sa plume.
Des séries télévisées comme Chase, Deadwood ou US Marshals : Protection de témoins mettent en scène des marshals fédéraux incarnés par Kelli Giddish, Timothy Olyphant et le trio Paul Ben-Victor/Mary McCormack/Fred Weller. Lawmen : L'histoire de Bass Reeves (2023) est quant à elle consacrée à Bass Reeves.
Au cinéma, des rôles de US Marshals ont été joués par John Wayne (Les Cordes de la potence), Jeff Bridges (True Grit), Leonardo Di Caprio (Shutter Island) Arnold Schwarzenegger et James Caan (L'Effaceur), John Cusack (Les Ailes de l'enfer), Clint Eastwood (Pendez-les haut et court), et surtout Tommy Lee Jones (Le Fugitif et U.S. Marshals).
Dans le jeu Red Dead Redemption, John Marston, le protagoniste principal, fait la connaissance du marshal Leigh Johnson, qui veille sur la ville fictive d'Armadillo. Dans le jeu Far Cry 5, l'un des personnages secondaires est un U.S. Marshal chargé d'arrêter Joseph Seed, l'antagoniste principal.
Un célèbre tableau, Notre problème à tous (The Problem We All Live With) peint par Norman Rockwell en 1964, représente quatre US Marshals, escortant la jeune Ruby Bridges alors qu'elle se rend dans une école publique du Sud des États-Unis.